# Melvin (Iowa)
Melvin és una població dels Estats Units a l'estat d'Iowa. Segons el cens del 2000 tenia 243 habitants.

## Demografia
Segons el cens del 2000, Melvin tenia 243 habitants, 117 habitatges, i 67 famílies. La densitat de població era de 551,9 habitants/km².
Dels 117 habitatges en un 20,5% hi vivien nens de menys de 18 anys, en un 53% hi vivien parelles casades, en un 3,4% dones solteres, i en un 42,7% no eren unitats familiars. En el 39,3% dels habitatges hi vivien persones soles el 27,4% de les quals corresponia a persones de 65 anys o més que vivien soles. El nombre mitjà de persones vivint en cada habitatge era de 2,08 i el nombre mitjà de persones que vivien en cada família era de 2,82.
Per edats la població es repartia de la següent manera: un 19,3% tenia menys de 18 anys, un 4,9% entre 18 i 24, un 22,2% entre 25 i 44, un 19,8% de 45 a 60 i un 33,7% 65 anys o més.
L'edat mediana era de 47 anys. Per cada 100 dones de 18 o més anys hi havia 84,9 homes.
La renda mediana per habitatge era de 27.750 $ i la renda mediana per família de 36.250 $. Els homes tenien una renda mediana de 25.250 $ mentre que les dones 18.250 $. La renda per capita de la població era de 17.827 $. Entorn del 2,9% de les famílies i el 8,5% de la població estaven per davall del llindar de pobresa.

## Poblacions més properes
El següent diagrama mostra les poblacions més properes.